# Luis Chávez
Luis Chávez, né le 15 janvier 1996 à Cihuatlán, est un footballeur international mexicain qui évolue au poste de milieu défensif.  

## Biographie

### Carrière en club
Né à Cihuatlán en Mexique, Luis Chávez est formé par le Club Tijuana, où il commence sa carrière professionnelle en Championnat du Mexique. Il joue son premier match avec l'équipe première du club le 19 juillet 2014,.
En 2019, il rejoint le CF Pachuca, toujours dans la même compétition, devenant un acteur clé de l'équipe de Guillermo Almada qui remporte le championnat Apertura 2022.

### Carrière en sélection
En avril 2022, Luis Chávez est convoqué pour la première fois avec l'équipe nationale du Mexique,. Il honore sa première sélection le 27 avril 2022, lors d'un match amical contre le Guatemala.
Le 14 novembre 2022, il est sélectionné par Gerardo Martino pour participer à la Coupe du monde 2022.

## Palmarès

### En sélection
- Mexique
  - Vainqueur de la Gold Cup en 2023